# Ludovico Sforza

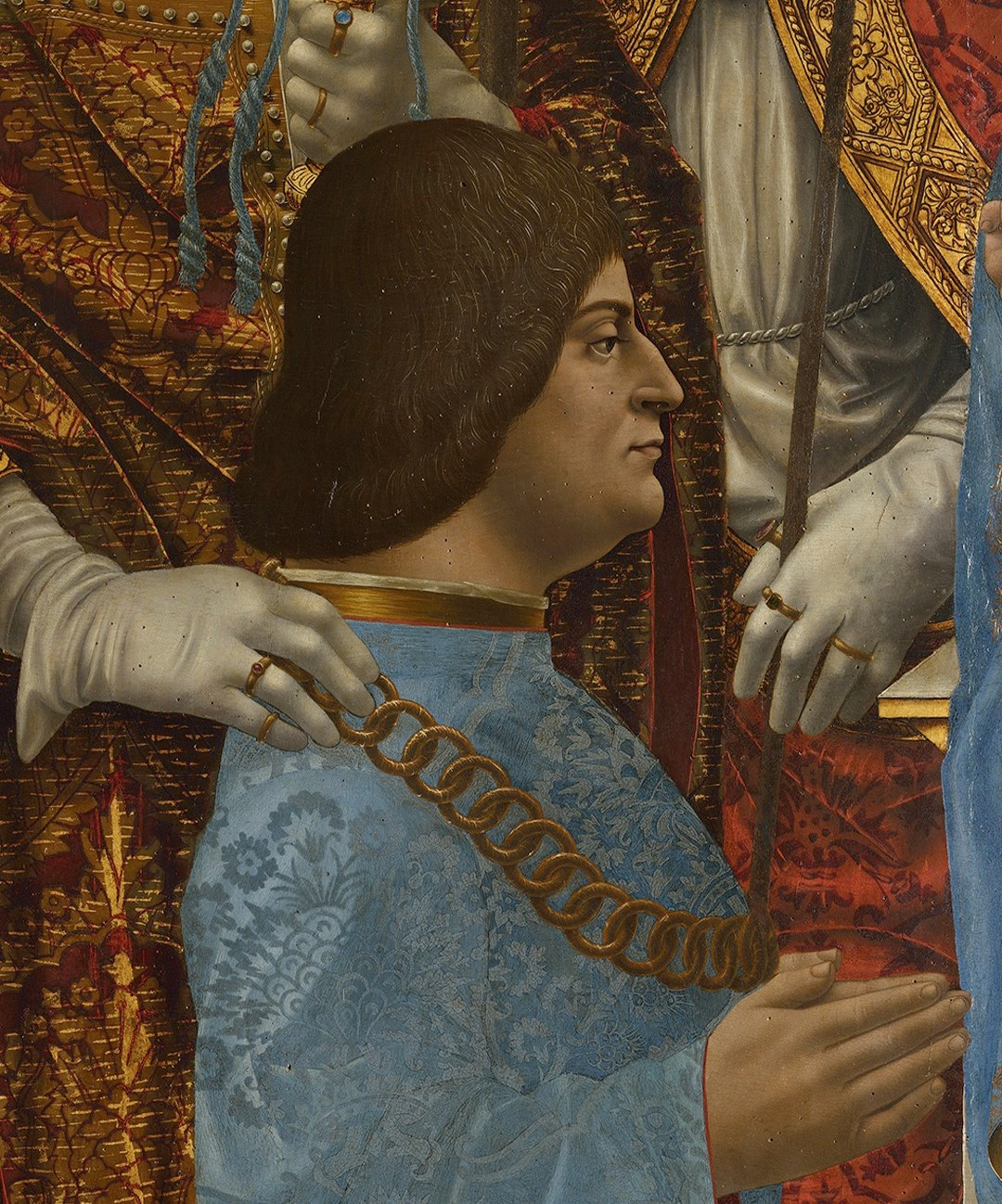
Ludovico Sforza von Francesco Napoletano, um 1494 (Ausschnitt aus dem Sforza-Altar, Pinacoteca di Brera, Mailand)

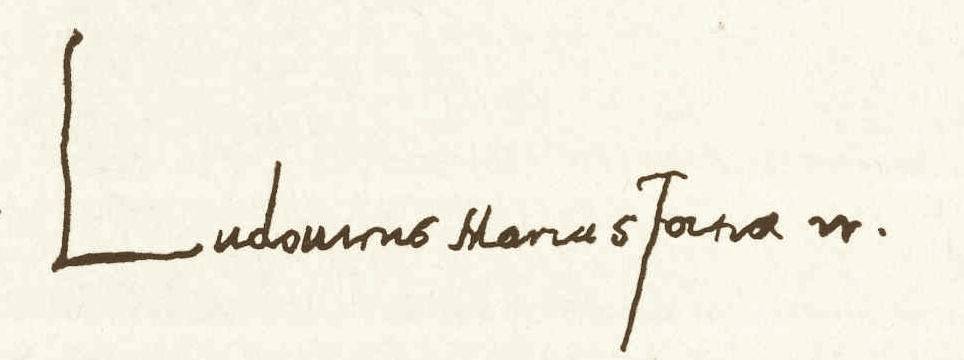
Unterschrift Ludovico Sforzas

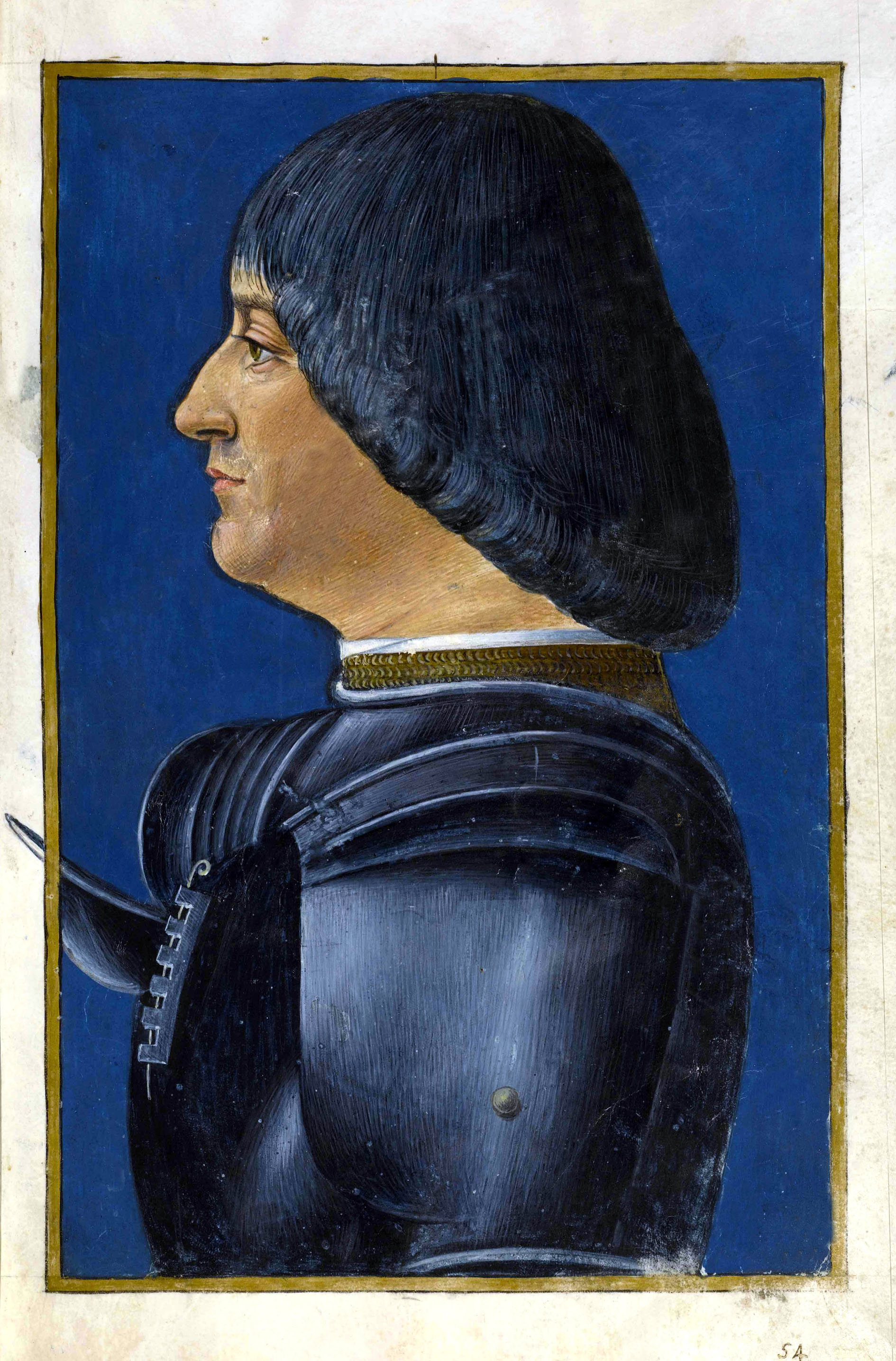
Porträt Ludovicos von 1496/1499 als Buchmalerei in der Handschrift Mailand, Biblioteca Trivulziana, Ms. 2167, fol. 54r

Ludovico Maria Sforza (genannt il Moro; *  3. August 1452 in Mailand; † 27. Mai 1508 in Loches) war von 1494 bis 1499 und 1500 Herzog von Mailand und berühmt als Förderer Leonardo da Vincis und anderer Künstler. Er verlor das Herzogtum 1500 an die Franzosen und starb als deren Gefangener.
Sein Beiname il Moro wird häufig als „der Dunkle“ übersetzt und auf seine angebliche besonders dunkle Haut- beziehungsweise Haarfarbe bezogen. Alternativ wird er teilweise auch darauf zurückgeführt, dass sein zweiter Vorname Maurus gelautet habe. Wahrscheinlich leitet er sich jedoch vom italienischen mora (Maulbeerbaum) her, dem Wappensymbol Ludovicos, das unter anderem auch seine Förderung des Anbaus von Maulbeerbäumen für die Seidenproduktion symbolisierte.

## Herkunft
Er stammte aus der Familie Sforza, die durch die 1441 geschlossene Ehe seines Vaters, des berühmten Condottiere Francesco I. Sforza (1401–1466), mit Bianca Maria Visconti (1425–1468), der Erbin des Herzogtums Mailand, aus dem Kleinadel zu einer der mächtigsten Fürstenfamilien in Italien aufstieg, da Francesco I. 1450 Herzog von Mailand wurde.

## Leben
Ludovico war der vierte Sohn seiner Eltern, hatte daher zunächst keine Aussicht auf die Thronfolge. Nach der Ermordung seines älteren Bruders Herzog Galeazzo Maria Sforza im Jahr 1476 folgte auf dem Mailänder Thron dessen siebenjähriger Sohn Gian Galeazzo Maria Sforza, Ludovicos Neffe. Zunächst übernahm dessen Mutter Bona von Savoyen die Regentschaft für den minderjährigen Herzog, bis sie 1479/1480 von Ludovico verdrängt wurde Ludovico behielt während der Minderjährigkeit Gian Galeazzos die Regentschaft in Mailand, obwohl mehrfach versucht wurde, ihn zu vertreiben.
Als Gian Galeazzo am 22. Oktober 1494 starb, nahm Ludovico die Herzogskrone vom Mailänder Adel entgegen. Er überging den Anspruch von Gian Galeazzos vierjährigem Sohn Francesco in der Herrschaftsnachfolge, wohl mit Zustimmung des Mailänder Staatsrats, der nicht wieder ein Kind als Herzog haben wollte. Im gleichen Jahr ermutigte er Karl VIII. von Frankreich (Regierungszeit 1483–1498), sich in Italien zu engagieren. Als er jedoch seine eigene Stellung durch die französische Politik in Gefahr sah, schloss er sich der Allianz gegen Karl VIII. an, verheiratete seine Nichte Bianca Maria Sforza mit dem deutschen König Maximilian I. (Regierungszeit 1493–1519) und erhielt im Gegenzug die Investitur in Mailand durch den Kaiser.
1495 schlug er das Heer des französischen Königs Karl in der Schlacht bei Fornovo, für die er Geschütze aus 70 Tonnen Bronze gießen ließ, die eigentlich für das von Leonardo da Vinci entworfene Reiterstandbild Francesco Sforzas bereitgestellt waren, wurde aber 1499 von Ludwig XII. (regierte 1498–1515) aus Mailand vertrieben. Ludovico vermittelte den Frieden zu Basel und eroberte Mailand am 5. Februar 1500 für kurze Zeit mit Hilfe von Schweizer Söldnern zurück, wurde dann aber durch einen von ihnen im Verrat von Novara im April 1500 den Franzosen ausgeliefert. Er starb am 27. Mai 1508 als Gefangener in der Burg Loches.
Francesco Sforza, der Sohn von Gian Galeazzo, wurde ebenfalls von Ludwig XII. nach Frankreich gebracht, wo er der Abt von Marmoutier wurde. Er starb 1511.

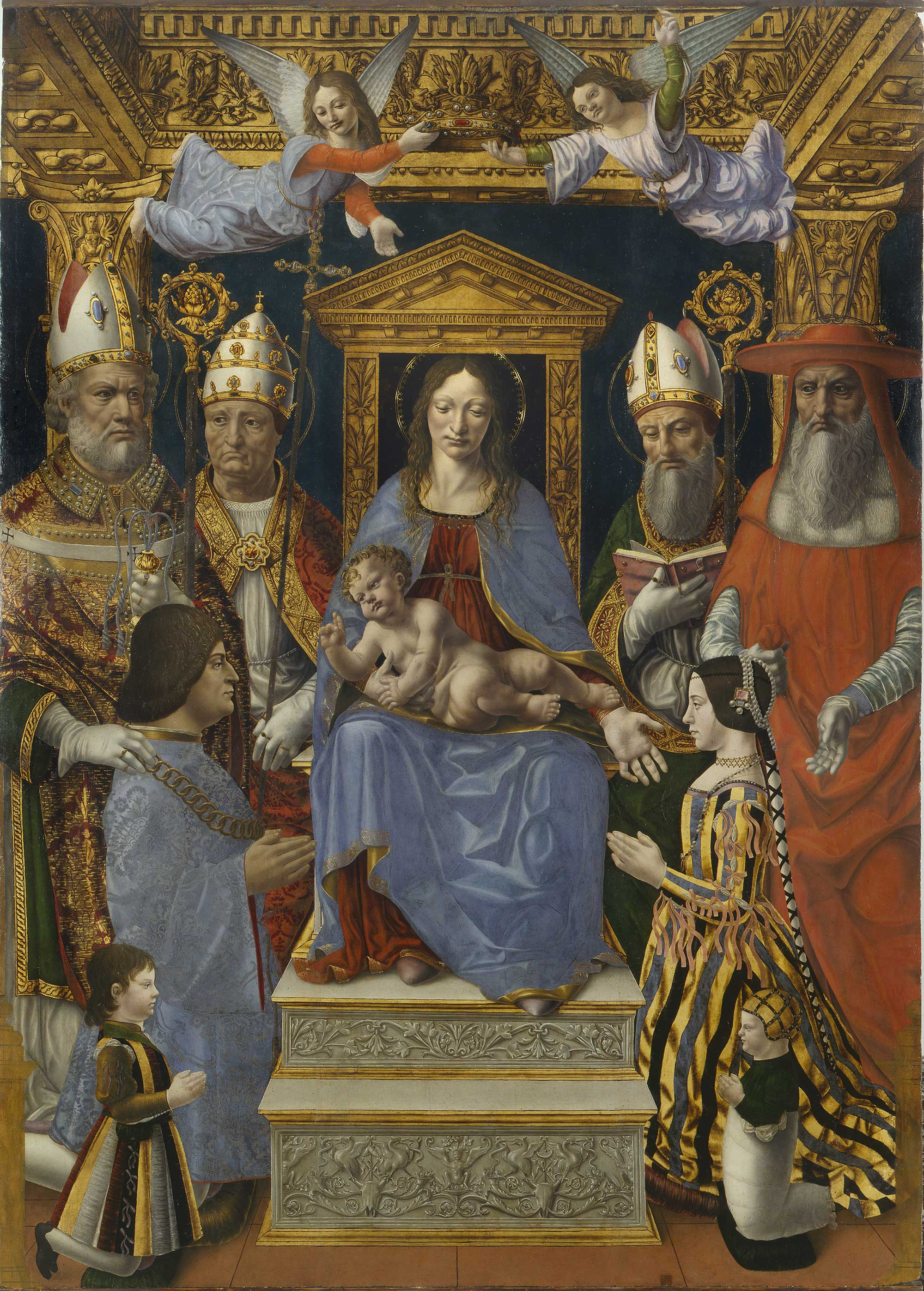
Sforza-Altar (um 1494) mit Ludovico Sforza (links kniend) und Beatrice d’Este (rechts kniend)

## Nachkommen
Ludovico Sforza heiratete am 18. Januar 1491 Beatrice d’Este (1475–1497), eine Tochter von Ercole I. d’Este, Herzog von Ferrara, Modena und Reggio († 1505) und der Eleonora Infantin von Aragón († 1493). Er hatte mit ihr zwei Kinder:
- Massimiliano Sforza (1493–1530), Herzog von Mailand 1512–1515
- Francesco II. Sforza (1495–1535), Herzog von Mailand 1521–1535

Aus seinen zahlreichen Liebschaften hatte er weitere Nachkommen: Bekannt ist Bianca Giovanna (1483–1496), die mit Galéas de Saint-Séverin verheiratet war. Diese Tochter wurde vermutlich mit dem Porträt La Bella Principessa dargestellt. Aus der Beziehung mit Cecilia Gallerani entstand der Sohn Cesare (1491–1512).